# エミール・ラゲ
エミール・ラゲ（音訳：拉藝、Émile Raguet、1854年10月24日 - 1929年11月3日）は、ベルギーの神父、聖書翻訳家、辞書編集者。
パリ外国宣教会に所属していた。来日し、九州各地で布教。また、文語体による日本語訳聖書を作成し、仏和辞典を編纂した。

## 生涯
1854年、エノー州のブレーヌ・ル・コントに生まれる。ボンヌ・エスペランス小神学校で中等教育を終えたあと、トゥルネーの中央神学校に学び、1877年、パリ外国宣教会に入会し、同年、同会神学校で副助祭に、1879年3月8日、司祭に叙階される。
同年4月16日に日本に向けて出航し、同年、長崎に到着。1881年、平戸、黒島、馬渡島の布教責任者となり、伊王島などでも旧来の信者に相対する。1887年、福岡（博多あるいは筑前）で宣教開始。1890年11月より、大分カトリック教会で講演による宣教活動を行う。1891年、宮崎カトリック教会を創設。1896年、鹿児島で宣教開始。
1902年、東京市築地教会に『佛和會話大辭典』出版のために転居。1908年、同書の売上金により聖フランシスコ・ザベリオ聖堂を鹿児島に建立。
1911年2月、浦上小教区主任となり、1914年3月、フレノ神父の後を引き継いでいた浦上天主堂の建築を竣工させる。1920年9月まで同教区に在籍。
1924年頃には、長崎大浦天主堂に隠棲。
1925年、日仏文化交流への貢献に対し、日本政府より勲五等旭日章が贈られる。
1928年、老衰のため東京大森の訪問童貞会修道院に隠退。
1929年、東京で死去。

## 訪問童貞会の親として
ラゲは、来日直後の黒島、平戸、馬渡島での活動の傍ら、1886年より平戸の田崎愛苦会を霊的・物的に援助。同会の会則を起草した。
鹿児島主任時代の1907年に、洋式修道院を建設し、田崎愛苦会の女性信者数名を招き教育に携わった。愛苦会の程度を高めて、布教事業の良き協力者に育てるためであった。
1910年1月6日、御訪問の愛苦会を結成する。
1911年、ラゲは浦上天主堂の主任司祭として転任し、愛苦会員らは各所で適当な職に就き4、 5年働いていた。
1915年2月20日、御訪問の愛苦会の4名の修道女が、当時北米カリフォルニア州の日本移民の間で活動していたブルトン神父の依頼で渡米することとなった。ラゲは宅地を売却し、約3,000円を会の基本金として持参させた。同年3月23日、4名はサンフランシスコ埠頭でブルトン神父と出会い、のちに聖母訪問会となる集団が事実上始動した。
そのあとを追って10名の会員らが渡米し、育児院「シスターズ・ホーム」、幼稚園、小学校をサンフランシスコ、ロサンゼルス、シアトルに開設する事業に関与した。
1921年6月1日、愛苦会員らはブルトン神父とともに日本に帰った。愛苦会員らは同年8月21日、早坂京子の家を借りて仮修道院を設置。1924年6月1日、東京の大井町鹿島谷に聖マリア医院を設立し、看護師養成所も併置した。さらに大阪商工会議所会頭稲畑勝太郎の大井町社宅1棟を無料で借りた。
ブルトン司教の指導により、この愛苦会員らの集団は、1925年5月8日、聖会法による東京教区付の修道会への昇格が認められ、1926年1月6日、東京教区立修道会「日本訪問童貞会」として設立された。
その後、同会は1926年10月、結核患者のために鎌倉市大町に小さな家を借りて病院を開設。1927年2月、聖マリア医院を聖マリア共同病院と改称。東京の大森教会隣りに移した。1929年2月、稲畑邸借家にて修練院設置。ラゲは大森の聖マリア共同病院で没した。

## 著書・編著書
- 『信仰之法則 - 聖書ハ信仰の無二の法なるや』上（拉藝名義、福岡公教會） 1890年
- 『基督之復活 - 歴史之論点に拠りて証す』（福岡公教會） 1890年
- 『堅振の秘蹟』（不明[注釈 7]） 1896年
- 『公教理解(1)』（三才社） 1900年
- 『完全なる痛悔[注釈 8]』（ラゲ編、前田長太） 1902年
- 『公教会羅甸歌集』（ラゲ編纂、三才社・昌平舘） 1903年
- 『天主の十誡 - 公教理解 第2部第1巻』（ラゲ発行） 1913年
- 『聖體の祕蹟』（光明社） 1915年
- 『聖フランシスコザベリヨに對する九日修行[注釈 9]』（ラゲ発行） 1915年
- 『死人のミサ及び葬式』（ラゲ発行） 1916年
- 『公教初歩説明』上・中・下（光明社） 1916年 - 1920年
- 『聖體の犧牲』（ラゲ発行） 1919年
- 『小兒ノ公教ノ栞』（光明社） 1931年

## 翻訳
- 『佛和小辭典』（編訳、小野藤太[注釈 10]共訳、三才社） 1904年
- 『佛和小辭典』（編訳、小野藤太共訳、天主公教會） 1905年
- 『佛和會話大辭典』[注釈 11]（編訳、小野藤太共訳、天主公教會） 1905年
- 『心戰』（ロレンツォ・スクポリ、加古義一共同執筆、ラゲ転訳[注釈 12]兼発行、三才社） 1907年
- 『我主イエズスキリストの新約聖書（Waga Shu Iesus Kirisuto no Shin-yaku seisho）』（公教會） 1910年
- 『完徳之栞(1)』（ラゲ発行） 1912年 - 聖アルフォンソ・リゴリオ著作の抜粋集
- 『聖福音書と使徒行録』（公教會） 1926年
- 『マテオ聖福音書』（天主公教會） 1929年
- 『耶蘇基督（イエズス・キリスト）・聖ヨハネ聖福音書』（天主公教社） 1930年

※マルタン『佛和大辭典』（編訳、白水社） 1943年 - 1953年の原版を編集している。

## 論文
- 「るゝどの姫君」（ヘンリ・ラッセル、水主増吉重訳、天主公教會） 1892年 pp.451-477の「附録」の文責。文末に公教宣教師E Raguet述と署名。